# ファーリー・ファンダム

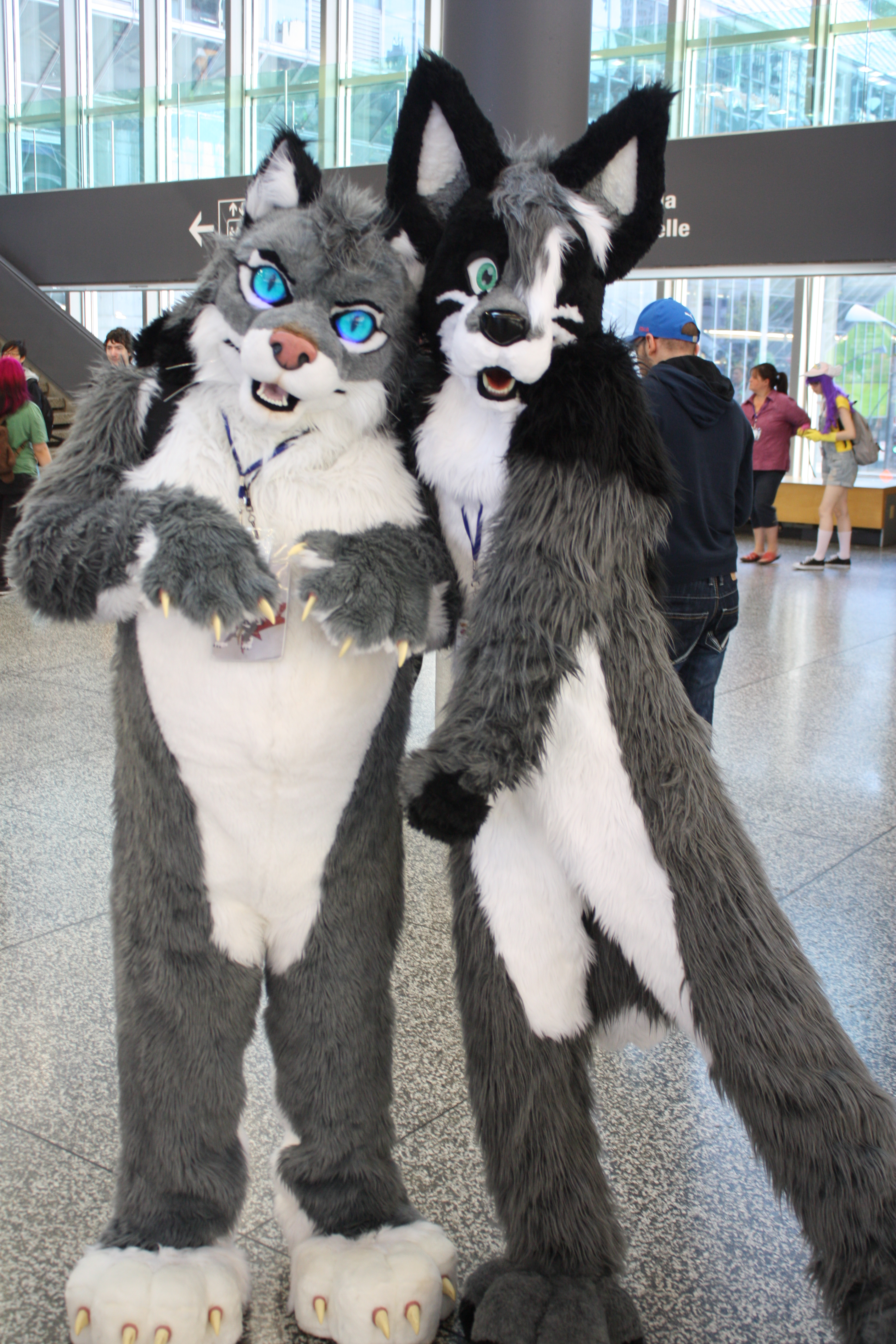
一部のファーリー・ファンは「ファースーツ」と呼ばれる着ぐるみに身を包み、キャラクターになりきる。

ファーリー・ファンダム（英: Furry fandom）は、擬人化された動物を愛好するサブカルチャー文化、および愛好者の集団（ファンダム）のことである。日本における同様の概念としてケモナーがある。

## 歴史
擬人化された動物キャラクターが登場するサイエンス・フィクションやファンタジー、カートゥーンは、しばしばファンダム形成のきっかけとなったと言及される。2007年の研究によると非ファーリーの対照群と比較して、大多数のファーリーは幼少期「はるかにずっと」カートゥーンを愛好しており、これらの作品をよく見ていたことを記憶しているほか、ファンダム外の集団よりもSF作品を鑑賞している確率が高かった。
研究者のフレッド・パッテンによると「ファーリー」という概念が生まれたのは1980年のSFコンベンションでのことであった。この催しの中でスティーブ・ギャラッチの『Albedo Anthropomorphics』に登場する擬人化キャラクターについての話題が俎上に載せられ、SF小説における擬人化キャラクターについての議論が始まった。このことにより、SFコンベンションやコミック・コンベンションでは擬人化キャラクターについての議論グループが作られるようになった。
「ファーリー・ファンダム」という用語が同人誌（ファンジン）で使われるようになったのは早くは1983年のことである。この言葉は1990年代中盤ごろには定着し、「『ファーリー』ないし擬人化された哺乳類のキャラクターを表した絵や散文を作成したり鑑賞したりする集団」という定義を与えられている。しかし、ファーリーが愛好する作品としてしばしば例に出されることがある『ジャングル大帝』が1965年、『ウォーターシップ・ダウンのうさぎたち』が1972年（映画版は1978年）、ディズニー映画の『ロビン・フッド』が1973年の作品であることなどから、ファンダムの起源はさらに遡られるのではないかと考えるファンもいる。1990年代のニュースグループは、混同による障害を避けるためファニー・アニマルのファンとファーリー・ファンの議論場所を隔離した。1980年代、ファーリー・ファンは同人誌の出版を始め、いくつかの集団が交流会を開くようになっており、1989年にはファーリー単体のコンベンションを開くのに十分な気運が生まれていた。この催しは『カンファーレンス・ゼロ』（Confurence 0）と呼ばれ、カリフォルニア州コスタメサのホリデイ・イン・ブリストル・プラザ（Holiday Inn Bristol Plaza）にてホリデイシーズンに開かれた。
1990年代にはインターネットが普及し、ファーリー・ファンが交流するもっとも一般的な手段としても使われるようになった。ニュースグループの『alt.fan.furry』が1990年の11月に開設されたほか、TinyMUCKがファーリー・ファンが交流する主要な場として使われた。

## 活動
2008年の調査によると、ほとんどのファーリーは、ファンダムにとって重要なものとして絵や動画、小説、インターネット上およびコンベンションにおいての交流などを挙げた。

### 工作

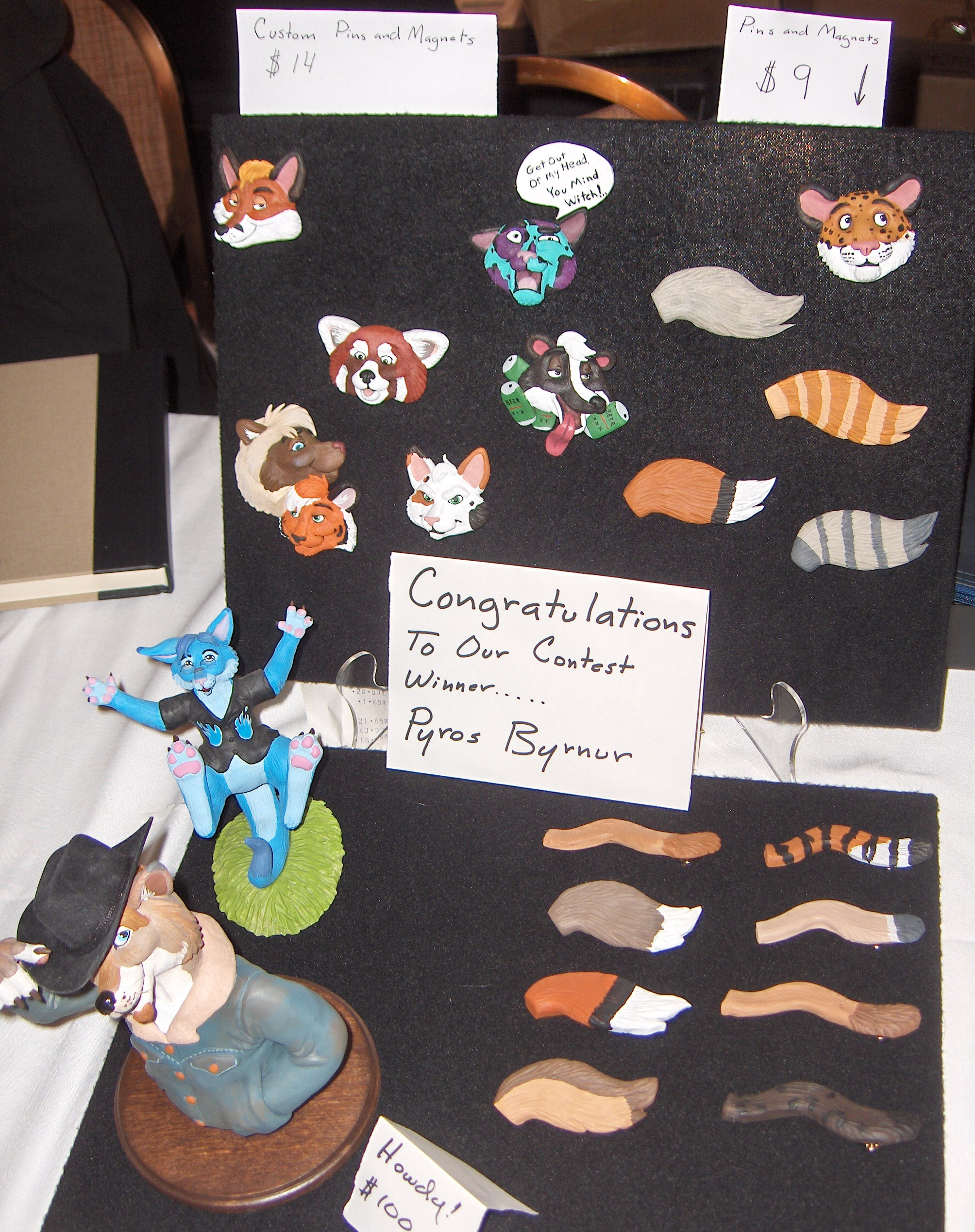
Further Confusionで展示されているフィギュア。

技能を持つファンはぬいぐるみや、ファースーツと呼ばれる着ぐるみを作ることがある。こうした着ぐるみはパレードやコンベンション内で着られる。ファースーツにはシンプルな構造のスポーツチームのマスコットキャラクターを真似たものから、顎を動かせるギミックやオーディオアニマトロニクス、特殊メイクなどを実装した洗練されたものまでさまざまなものがある。ファースーツの価格には開きがあり、500ドル程度の安価なものからアニマトロニクスを組み込んだ10000ドル以上のものまである。80パーセント以上のファーリーが全身を覆うタイプのファースーツを持っておらず、購入費用の高さがその理由のひとつとして挙げられがちである。大多数のファーリーは着ぐるみや、着ぐるみイベントに好意的印象を持っている。一部のファーリー・ファンは耳だけ、手だけ、尻尾だけといった一部分だけのファースーツを持っている。
ファーリー・ファンのなかには操り人形に興味を持ち、『Rapid T. Rabbit and Friends』や『Funday PawPet Show』のような人形劇の上映やビデオの撮影を行うものもいるほか、獣耳や尻尾といった装身具を作成するものもいる。

### ファーソナ
ファーリー・ファンによって作られた擬人化動物キャラクターのことを「ファーソナ（Fursona）」と呼ぶ。このようなキャラクターはMUDや、メーリングリストでのなりきりに使われたりする。ファーソナの原型として選ばれる生き物は様々であるが、2007年に行われた調査によれば、その60パーセント以上は食肉目の動物であった。ファーリーのなりきりサイトとして最も長い間使われているのは1990年開設の『FurryMUCK』である。人気がある他のソーシャルゲームとしてはドラゴンズ・アイ・プロダクション（Dragon's Eye Productions）制作の『Furcadia』がある。ほかに、『Second Life』にはファーリーを主題とするエリアがいくつかあり、コミュニティが作られている。

### コンベンション

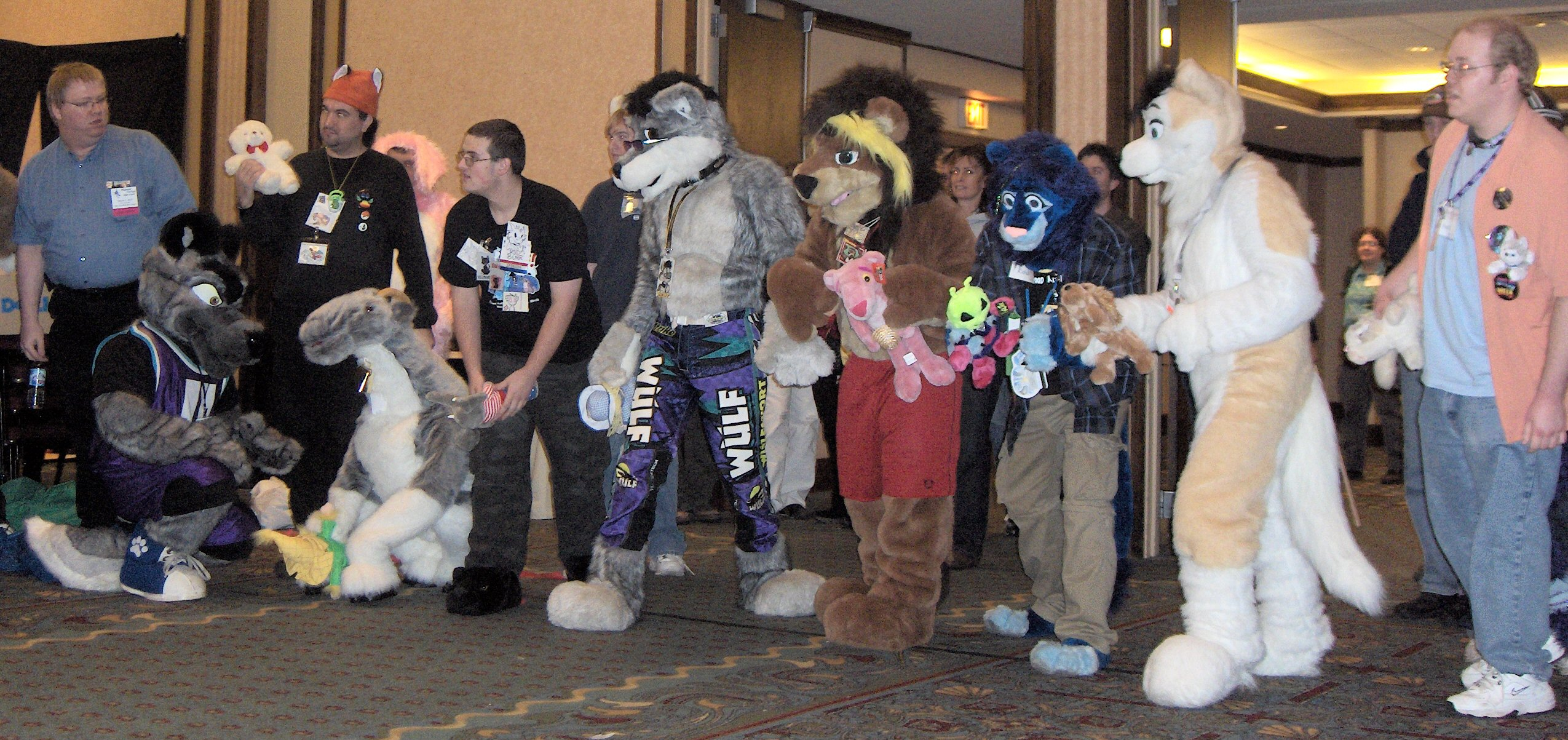
『Midwest FurFest 2006』において競走に参加するファーリー・ファン。

ファーリーの人口が十分に揃っている北アメリカやヨーロッパにおいては、多くのファーリー・コンベンションが開かれる。ファーリー・ファンはこのような催しを通じて、作品を売買したり、ワークショップに参加したり、着ぐるみに身を包んだりすることにより交流を深める 。毎年6月にピッツバーグで開かれる、世界最大のファーリー・コンベンションである『Anthrocon』は5861人以上の参加者を集めている。2008年の試算によると、Anthroconはピッツバーグに約300万ドルの経済効果をもたらしている。サンノゼで毎年1月に開かれる『Further Confusion』はAnthroconに匹敵する規模と参加者数を誇り、2000年から2009年までの間に47万ドルのチャリティ資金が集められた。最初のコンベンションとして知られている『ConFurence』は現在開かれていないが、同じく南カリフォルニアを拠点とする、事実上の後継イベントとして『Califur』がある。カリフォルニア大学デービス校の調査によると、40パーセントのファーリーが少なくとも1回はこうしたコンベンションに参加したことがある。

### インターネット上での交流
インターネット上にはファーリーを主題とするウェブサイトやオンラインコミュニティがいくつもある。絵の投稿サイトとしては『Fur Affinity』『Inkbunny』『SoFurry』『Weasyl』があるほか、交流サイトとしては『Furry 4 Life』『FurNation』、情報集積のためのウィキとして『WikiFur』がある。『FurNet』や『Anthrochat』といったIRCはファンダムの中枢を担っているほか1990年代中盤から2005年までは『alt.fan.furry』や『alt.lifestyle.furry』といったニュースグループも盛んに使われていた。このようなニュースグループはトピック別のフォーラムやメーリングリスト、LiveJournalのコミュニティなどに取って代わられた。
動物キャラクターを中心に取り扱うウェブコミックサイトもあり、これらはファーリー・コミックと呼ばれることがある。1986年にCompuServeを通して公開されたT.H.E. Foxは最初のファーリー・コミックと呼ばれている。これはWorld Wide Webの実装に先立つ時代のことであった。ファーリー・コミック作者のケビン・アンド・ケルや、ビル・ホールブルックはWeb Cartoonists' Choice Awards、Ursa Major Awardといった賞に選ばれたことがある。

## 生き方としてのファーリー
「ファーリー・ライフスタイル（英語: furry lifestyle）」「ファーリー・ライフスタイラー（英語: furry lifestyler）」は1996年6月、ニュースグループのalt.fan.furryにおける議論中に初出した言葉である。同じくニュースグループのalt.lifestyle.furryはアートワークと文章作品にとどまらない議論を行い、何がファーリーであり、何がファーリーでないかの定義をはっきりさせるために作られた。同グループのメンバーはいち早く「ファーリー・ライフスタイラー」という用語を受け入れ、さらに「生き方としてのファーリー」とファンダムを異なる社会的存在と捉えた。このグループはファーリーという言葉に「現実ないし架空・象徴的な動物（あるいは動物たち）と重要な感情的/精神的つながりを持つ人」という特殊な意味を付け加えた。
Gerbasiらは2007年「ファーリーとは何か」を明らかにする研究を行い、ファーリーをいくつかの派閥に分類した。研究対象の38パーセントと最も多数派であったグループは、ファンダムに関心を持つ最大の理由を「擬人化キャラクターや着ぐるみといった、共通の趣味を持つ人と交流できること」と答えたが、自分たちを「人間ではない」と考えている者や、人間ではなく、自分たちが同一視している毛皮の生物（ファーリー）そのものになりたいと考えている者もいた。

## 性的側面
一般集団と比較して、ファーリー・ファンにおける同性愛者ないし両性愛者が占める割合は10倍高い。2011年のカリフォルニア大学ロサンゼルス校による研究によれば、アメリカの全人口中、両性愛者を自認する者は約1.8パーセント、同性愛者を自認する者は約1.7パーセント存在する。これに対して、4つの異なる研究によればファーリー・ファンのうち14パーセントから25パーセントが同性愛者、37パーセントから52パーセントが両性愛者、3パーセントから8パーセントがその他の性指向を表明している。また、ファンのおよそ半分が交際関係を持ち、その内76パーセントがファーリーファン同士での交際であった。ファーリーにおける性的側面の例としては、性的要素を含むアートワークやファーリー同士のサイバーセックスなどが例示される。
「yiff」という用語がファンダム内での性行為ないし性的コンテンツを表すため使われることがある。この言葉はファンダム内での性的行為・性的交流であれば、バーチャル/非バーチャルを問わず用いることができる。
ファーリー・キャラクターに性的関心を感じるかどうかは意見の分かれる問題である。4300人のファーリーを対象とする調査によると、ファーリーの活動において性的関心が「重要である」と答えたのが37パーセント、「どちらともいえない」と答えたのが38パーセント、「ほとんど、もしくはまったく重要でない」と答えたのが24パーセントであった。オンライン上で行われた異なる調査によると、33パーセントが「ファーリーに強い性的関心を持つ」、46パーセントが「弱い性的関心を持つ」、21パーセントが「まったく性的関心を持たない」と答えた。この調査はバイアスを防ぐため、成人向けサイトを避けるかたちで行われた。もうひとつの調査では、ファーリー・ファンのうち男性の96.3パーセント、女性の78.3パーセントがファーリーのポルノグラフィを鑑賞していた。また男性の50.9パーセント、女性の30.7パーセントはポルノグラフィ以外のファーリー・アートを鑑賞しなかった。ファーリーは全年齢向けのアートワークよりも成人向けアートワークをわずかに強く好み、男性の17.1パーセントが鑑賞するポルノのすべて、あるいはほとんどすべてがファーリーのものだと答えた。ファンのうち、ポルノグラフィがファンダムの最も重要な要素だと答えたものはわずか5パーセントであった。
ファーリー・ファンの一部は動物性愛者でもあるが、大多数は獣姦に対して否定的な印象を持っている。2008年に行われた匿名の調査によれば、17パーセントの回答者が自らは動物性愛者であると答えた。1997年から1998年にかけて行われた初期の調査によると、回答者の2パーセントが動物性愛に興味があると答え、1パーセント未満がぬいぐるみ性愛であると答えた。一般集団と比較してもより低いこの調査結果は、一対一での面談という調査法が社会的望ましさのバイアスを引き起こしたことが原因と考えられている。ファンダム外の人物を対象とした研究を見ると1974年と1980年に行われた、ノーザン・アイオワ大学の学生を対象とする研究によると、サンプルとなった生徒の7.5パーセントが動物性愛者であった。ほかの研究では、2.2パーセントから5.3パーセントという結果が出ている。

## メディア露出と社会受容
ファーリーが雑誌に取り上げられた初期の例としては、『WIRED』『Loaded』『Vanity Fair』、通信社のセックスコラム『Savage Love』などがあり、いずれもファンダムの性的側面を主に報道した。フィクション作品では『ER緊急救命室』『CSI:科学捜査班』『The Drew Carey Show』MTVの『Sex2K』『アントラージュ★オレたちのハリウッド』『1000 Ways to Die』『Tosh.0』『30 ROCK/サーティー・ロック』などの作品にファーリーが登場した。多くのファーリー・ファンは、メディアによるファンダムの取り上げ方は誤解に満ちたものだと主張しており、近年の報道はファンダムにつきまとう虚像やステレオタイプを取り払うようものが中心となっている。「Anthrocon 2006」を取材したリポーターは「ヴァニティ・フェアやMTV、CSIの作り上げた馬鹿馬鹿しいイメージとは異なり、ファーリー・コンベンションは異常者が狐の着ぐるみに身を包み、変態セックスをするようなイベントではなく、この催しの出席者は私達よりもセックスに縁がない」と述べ、「このイベントは参加者どうしが話し合ったり、動物や漫画のキャラクターをスケッチブックに描いたりする」ようなものであると記した。
2007年10月、『Advocate Weekly Newspapers』の記者は取材制限が敷かれていた「FurFright 2007」に隠密裏に参加した。しかしコンベンション中では記者が予期していたようなスキャンダラスな行為は起こらず、記者は取材制限がデマ報道を防ぐためのものであったことを理解した。近年のファーリーに関する報道はよりバランスの取れたものとなっている。2009年に英国放送協会が出した記事である『ファーリーとは誰か？（Who are the furries?）』は、擬人化に関する賞であるUrsa Major Awardに選出された初めてのジャーナリズム媒体であった。
プロ野球チームミルウォーキー・ブルワーズのキャスターであるジム・パウエルは「Anthrocon 2007」の開催前日のホテルに宿泊してしまい、ファーリーについて否定的な感想を述べた。Anthrocon開催地であるピッツバーグ中心街では、会期中ファーリーを歓迎する企業もあり、Tシャツを作成したり、店頭にチョークで動物の手足を描いたりすることによって参加者を呼び込んでいる。Anthroconの最高経営責任者であるサミュエル・コンウェイは「たいていの人は私達に好奇の視線を送るが、それは良い性質をもつ好奇心旺盛な視線だ。私達は楽しむためここに来ている。人々は私達と共にいることを楽しむ。すべての人が勝利する」と語っている。
2016年にバンクーバーで行われたファーリーコンベンションでは、会場となったホテルがシリア難民の宿泊施設としても使われていた。ホテルの従業員は2つのグループが接触した場合、深刻かつ否定的な文化衝突が起こるかもしれないと懸念、警告したものの、難民の児童はカートゥーンキャラクターのように見える大会参加者の着ぐるみと会って喜びを見せた。半数のファーリー・ファンは「社会は自分たちを否定的な視線で見ている」と考えている。ファーリー・ファンには「性依存者のように描かれることが多い」という理由からメディアや社会調査を信用しない傾向がある。

## 社会学的側面

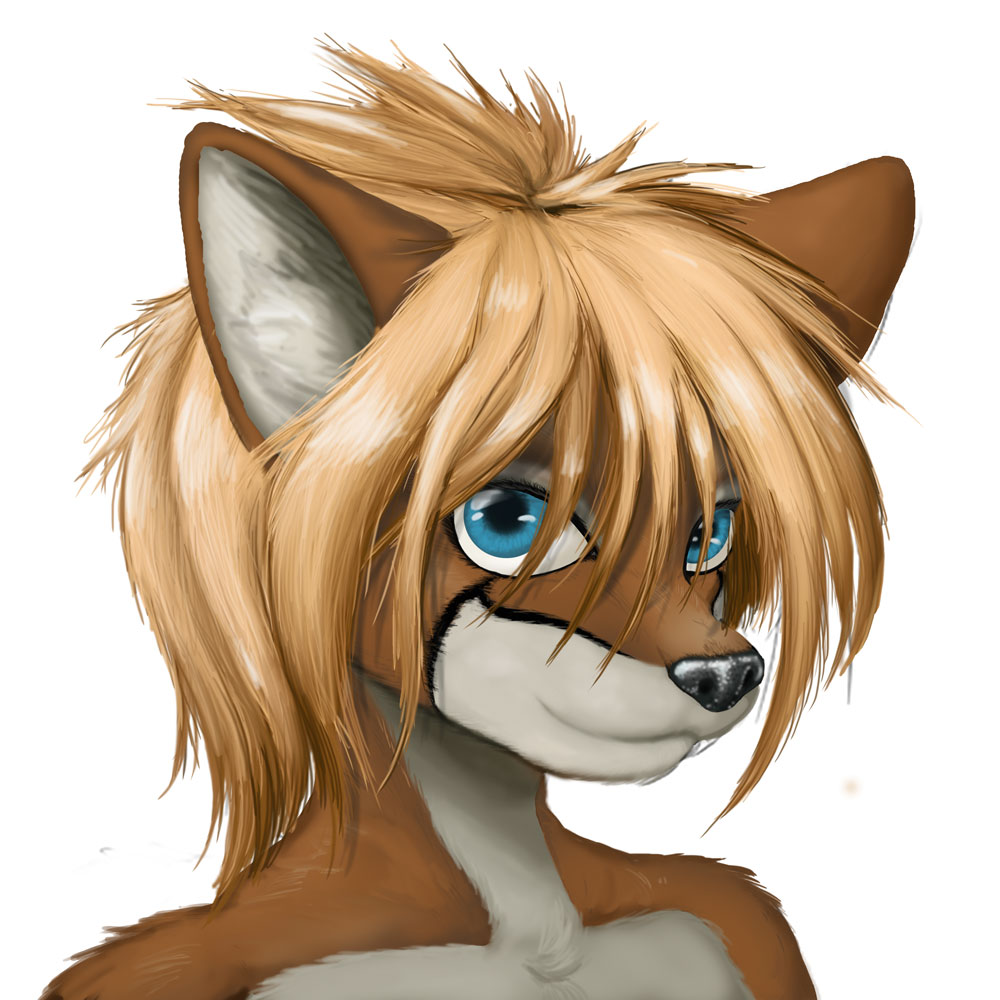
擬人化されたメスのキツネ。典型的なファーリー・キャラクターの例。

Plante、Reysen、Roberts、Gerbasiらが主導する社会科学者のチーム「国際擬人化研究プロジェクト（International Anthropomorphic Research Project）」では、多くの方法論を用いてファーリー・ファンダムについてのデータを収集している。同チームによつ2016年の出版物では、査読済みのもの・自費出版のものを含む複数の論文が1冊にまとめられている。成人のファーリー・ファンを対象とした同プロジェクトの調査によると、ファーリー・ファンの平均年齢は23歳から27歳であり、全体の75パーセントが25歳以下、88パーセントが30歳以下であることがわかった。未成年については倫理上の理由から調査対象には含まれなかった:4–7。ファーリー・ファンのうち67パーセントの性自認が男性で、23パーセントが女性、10パーセントがノンバイナリーまたはジェンダークィアであった:10。2パーセントが自分をトランスジェンダーとも認識していた:10。83パーセントから90パーセントが自分を白人と認識しており、アジア人（2–4パーセント）黒人（2–3パーセント）ヒスパニック（3パーセント）は少数派であった:7–10。
ファーリーの21パーセントはブロニー（マイリトルポニー〜トモダチは魔法〜のファン）、44パーセントはアニメファンで、11パーセントはスポーツのファンであった:32–33。集団としてのファーリー・ファンはリベラル的思想を持っており、宗教心は低い場合が多い:18。しかし、一部にはネオナチやオルタナ右翼といった論争の多い思想を信条とするものもいる。ファーリーの54パーセントは無神論者ないし不可知論者、23パーセントはキリスト教徒、4パーセントはペイガニズム信者、2パーセントがウイッカ信者、残りはその他の宗教を信仰している:16。成人のファーリーのおよそ70パーセントは大学教育を受けている:12。
ファーリー・ファンが行う普遍的な行動のひとつとして、擬人化キャラクター（ファーソナ）の作成がある。ファーリーの95パーセントが自分のアバターとしてのファーソナを持っている。半数ちかくのファーリーはファーソナを1つしか持っておらず、3～4つ以上のファーソナを持っている人は比較的少ない。ひとつの理由として、多くのファーリー・ファンにとって、ファーソナとは自分の理想の姿を個人的に意味のある形で表現したものであるという事実がある。ファーソナの原型に選ばれる動物として人気なのはオオカミ、キツネ、イヌ、大型ネコ科動物、ドラゴンなどである。データは、個人の性質とファーソナの種には何ら関連性がないことを示唆している:50–74。しかし、ファーリー・ファンはスポーツファンなどと同様、日常においての自分について考えるときと、ファンとしての自分について考えるときとである程度異なる人格的特徴を報告する:129–133。ファーリー・ファンのうち35パーセントは自分が部分的に人間ではないと感じ（非ファーリーの場合は全体の7パーセント）、39パーセントはできることなら人間でいたくないと答えている（非ファーリーの場合は全体の10パーセント）:78。
一体性・帰属性はファーリー・ファンダムの中心的なテーマである。アニメやファンタジー、スポーツなどのファンと比べてファーリー・ファンはコミュニティ中の他者と同一視されやすい傾向が大きい。平均すると、ファーリー・ファンの友人の半分はファーリーである:123–133。ファーリーは（対照群である他のコミュニティと比べて）、自分たちの国際感覚、グローバル公民権の感覚、持続可能性についての意識の程度を高く評価しがちである:18。

## 関連文献
- Ferreday, Debra. "Becoming deer: Nonhuman drag and online utopias." Feminist Theory 12.2 (2011): 219-225.
- Hilton, Craig. "Furry Fandom — An Insider's View from the Outside", parts 1 & 2. South Fur Lands #2 & #3, 1995, 1996.
- Martin, Watts. Mange: the need for criticism in furrydom 1994, 1998 (Archive.org mirror)
- Morgan, Matt. Creature Comfort: Anthropomorphism, Sexuality and Revitalization in the Furry Fandom. Diss. Mississippi State University, 2008.
- Probyn-Rapsey, Fiona. "Furries and the Limits of Species Identity Disorder: A Response to Gerbasi et al." Society and Animals 19.3 (2011): 294-301.
- Plante, C. N., Reysen, S., Roberts, S.E., & Gerbasi, K. C. (2016). FurScience! A summary of Five Years of Research from the International Anthropomorphic Research Project. Waterloo, Ontario: FurScience.